# Kultura i Schyttja
Kultura i Schyttja (ukrainisch Культура і життя, deutsch: Kultur und Leben) ist eine nationale Wochenzeitung in der Ukraine. Die Zeitung schreibt über die ukrainische Kultur, Geschichte und begabte, aber nicht sehr berühmte Menschen. Sie unterstützt die staatliche Kulturpolitik.
Die am 7. Oktober 1923 unter dem Namen Literatur, Wissenschaft und Kunst gegründete Zeitung informiert über die Nachrichten auf allen Gebieten der nationalen Kultur und wurde ursprünglich in Charkiw veröffentlicht. Der erste Redakteur war Wassyl Ellan-Blakytnyj.
Zwischen Januar 1929 und 2. November 1929 trug die Zeitung den Namen Literatur und Kunst. Während des Zweiten Weltkrieges wurde sie in verschiedenen Städten wöchentlich auf vier großformatigen Seiten als übliches sowjetisches Propaganda-Werkzeug veröffentlicht. In den Jahren 1945 bis 1954 nannte sie sich Sowjetische Kunst und von 1955 bis 1965 Sowjetkultur.
Den aktuellen Namen erhielt die Zeitung am 3. Mai 1965.
Die Zeitung wird landesweit abonniert, insbesondere in Kiew, Odessa und Lwiw.
„Kultur und Leben“ erscheint wöchentlich und hat verschiedene Rubriken wie: „Kino“, „Theater“, „Musik“, „Geschichte“ und andere. Im Jahre 2013 hat die Zeitung ihr 90-jähriges Bestehen gefeiert.